# Андроникос Пайкос
Андроникос Пайкос (на гръцки: Ανδρόνικος Πάικος) е гръцки революционер, участник в Гръцката война за независимост (1821 – 1830), юрист, университетски преподавател, политик, депутат и министър в три правителства.

## Биография
Пайкос е роден в 1796 или 1799 година в богато семейство в македонския град Солун (Тесалоники), тогава в Османската империя, днес в Гърция. Избухването на революцията го заварва в Падуа, където учи право. Пайкос къбира пари, закупува оръжие и боеприпаси и с платноходка пристига в Каламата през ноември 1821 и се присъединява към отряда на Димитриос Ипсилантис. През следващите няколко години участва в много битки в Пелопонес и достига чин капитан. След пристигането на Йоанис Каподистрияс се завръща в Европа, за да довърши образованието си.
Избран делегат на Петото национално събрание в 1832 г. Връща се в Гърция се върна в 1833 година и успява да спечели доверието на крал Отон I Гръцки. В правителството на Игнац фон Рудхард (1837) е министър на правосъдието, в правителството Отон (1837) е министър на правосъдието и външните работи. По време на царуването на Отон също работи и като прокурор на Върховния съд, като полага значителни усилия за създаване и развитие на съдебната система в Гърция. Избран е за депутат в Първия гръцки парламент през 1843 година. В 1849 година в правителството на Антониос Криезис е министър на правосъдието, а от 24 май 1851 до 16 май 1854 година – външните работи на правителството.
Пайкос умира в Атина на 22 януари 1880 г.